# Villa Alegría
Villa Alegría är en ort i Mexiko.   Den ligger i kommunen Santiago Miahuatlán och delstaten Puebla, i den sydöstra delen av landet, 210 km sydost om huvudstaden Mexico City. Villa Alegría ligger 1 757 meter över havet och antalet invånare är 859.
Terrängen runt Villa Alegría är kuperad åt nordost, men åt sydväst är den platt. Runt Villa Alegría är det ganska tätbefolkat, med 83 invånare per kvadratkilometer. Närmaste större samhälle är Tehuacán, 8,1 km söder om Villa Alegría. I omgivningarna runt Villa Alegría växer huvudsakligen savannskog.